# Terry Harper
Pour les articles homonymes, voir Harper.
Terrance Victor Harper (né le 27 janvier 1940 à Regina, Saskatchewan au Canada) est un joueur de hockey sur glace qui a évolué dans la Ligue américaine de hockey et dans la Ligue nationale de hockey,.

## Carrière
Après avoir joué dans la Ligue américaine de hockey, Harper, un défenseur droit, fait ses débuts dans la LNH en 1962 avec les Canadiens de Montréal, pour lesquels il joue jusqu'en 1972, formant principalement un duo de défenseurs avec Jacques Laperrière. Il gagne cinq coupes Stanley dans l'uniforme de cette équipe: en 1965, 1966, 1968, 1969 et 1971.
Il signe ensuite un contrat avec les Kings de Los Angeles, pour lesquels il joue de 1972 à 1975. En 1975, il rejoint les Red Wings de Détroit, qu'il quitte en 1979 pour les Blues de Saint-Louis, avant de terminer sa carrière avec les Rockies du Colorado, l'année suivante (1980).
Il marque 35 buts et se fait l'auteur de 221 assistances pour un total de 256 points en 1 066 matchs dans la LNH.